# Vaire-Arcier
Vaire-Arcier foi uma comuna francesa na região administrativa de Borgonha-Franco-Condado, no departamento de Doubs. Estendia-se por uma área de 12,78 km². Em 2010 a comuna tinha 823 habitantes (densidade: 64,4 hab./km²).
Em 1 de janeiro de 2016, passou a fazer parte da nova comuna de Vaire.